# Рюдерсвіль
Рюдерсвіль (нім. Rüderswil) — громада  в Швейцарії в кантоні Берн, адміністративний округ Емменталь.

## Географія
Громада розташована на відстані близько 22 км на схід від Берна.
Рюдерсвіль має площу 17,2 км², з яких на 7,3% дозволяється будівництво (житлове та будівництво доріг), 68,3% використовуються в сільськогосподарських цілях, 23,5% зайнято лісами, 0,9% не є продуктивними (річки, льодовики або гори).

## Демографія
2019 року в громаді мешкало 2392 особи (+0,5% порівняно з 2010 роком), іноземців було 3,4%. Густота населення становила 139 осіб/км².
За віковим діапазоном населення розподілялося таким чином: 20,8% — особи молодші 20 років, 59,9% — особи у віці 20—64 років, 19,3% — особи у віці 65 років та старші. Було 1038 помешкань (у середньому 2,3 особи в помешканні).
Із загальної кількості 784 працюючих 218 було зайнятих в первинному секторі, 218 — в обробній промисловості, 348 — в галузі послуг.